# Shahrnush Parsipur
Shahrnush Parsipur (Persana: شهرنوش پارسی پور) (n. 17 februarie 1946 in Teheran, Iran) este o romancieră de origine iraniană. A scris romanul Women without Men.